# Juan Carlos Wasmosy

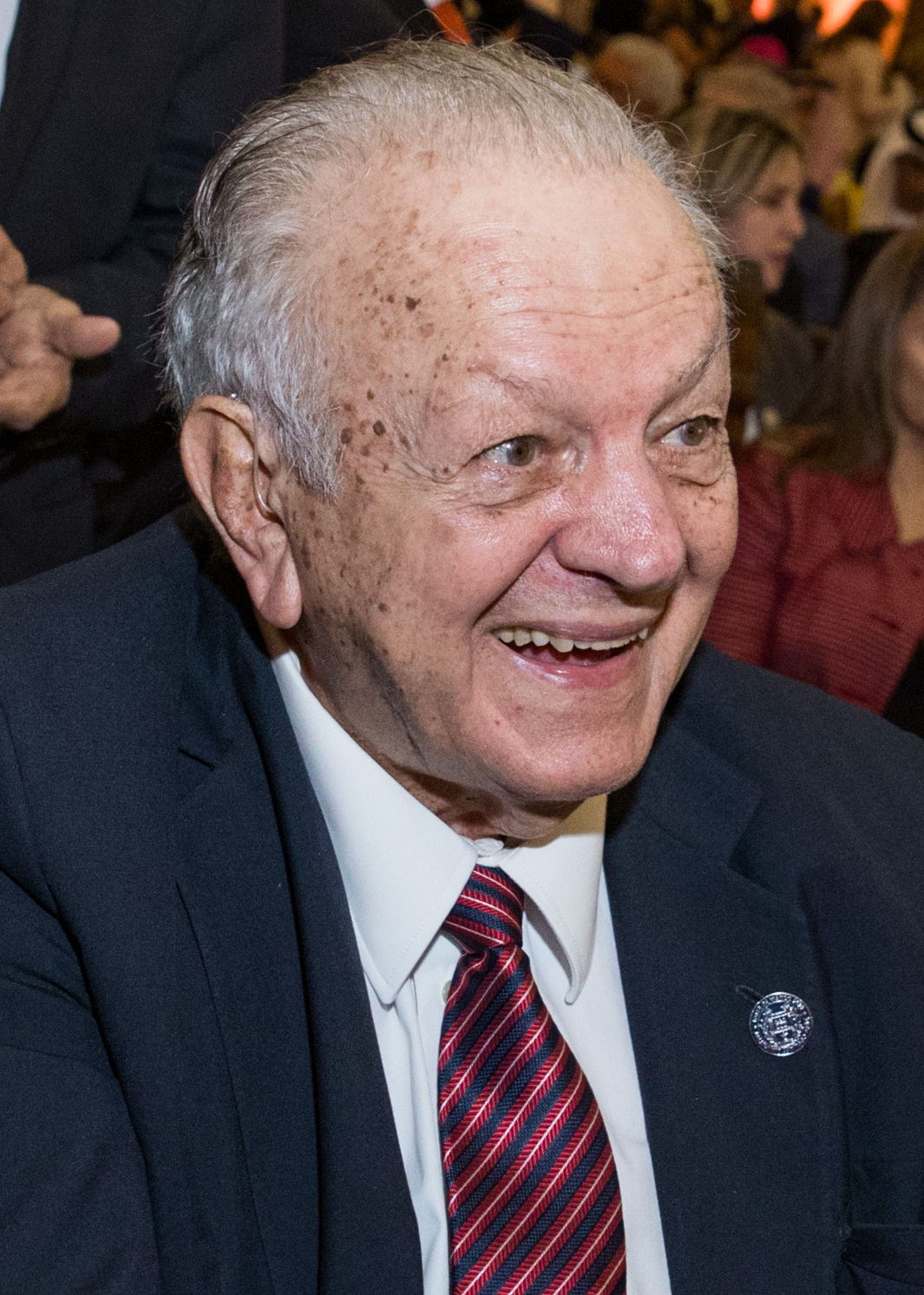
Juan Carlos Wasmosy (2023)

Juan Carlos María Wasmosy Monti (* 15. Dezember 1938 in Asunción) ist ein paraguayischer Politiker und Unternehmer. Er war vom 15. August 1993 bis zum 15. August 1998 Präsident Paraguays, nachdem er die ersten freien demokratischen Wahlen des Landes am 9. Mai 1993 gewonnen hatte.

## Leben
Wasmosy wurde in Asunción geboren und wurde Ingenieur. In dieser Eigenschaft wurde er Leiter des paraguayischen Konsortiums, das am Itaipú-Damm arbeitete. Während dieses Projekts häufte er einen Großteil seines Vermögens an. 
Im Alter von 54 Jahren legte Wasmosy, ein konservativer Politiker und seit 1973 Mitglied der Colorado-Partei, die in Paraguay seit 1947 den Präsidenten gestellt hatte, am 15. August 1993 den Amtseid ab und wurde somit Paraguays erster demokratisch gewählter Präsident seit der Gründung der Nation am 15. Mai 1811. Die von seinem Vorgänger Rodríguez begonnenen Reformen setzte Wasmosy nur zögerlich oder gar nicht um. Gegen Ende seiner Amtszeit wurde seine Politik als gescheitert angesehen, und er wurde immer unpopulärer.
Nach Ende seiner Amtsperiode wurde Wasmosy der paraguayischen Verfassung entsprechend Senator auf Lebenszeit ohne Stimmrecht. Außerdem wurde er Mitglied des Carter Centers. 

## Ehrungen
- 1995: Collane des Päpstlichen Piusordens[1]